# سیارک ۶۰۷۶
سیارک ۶۰۷۶ (به انگلیسی: 6076 Plavec، نامگذاری:1980CR) شش هزار و هفتاد و ششمین سیارک کشف شده‌است که در ۱۴ فوریه ۱۹۸۰ کشف شد.
قدر مطلق سیارک برابر ۱۲٫۸۰ است.